# Pieter Huistra
Pieter Huistra (* 18. leden 1967) je bývalý nizozemský fotbalista.

## Reprezentační kariéra
Pieter Huistra odehrál za nizozemský národní tým v letech 1988–1991 celkem 8 reprezentačních utkání.

## Statistiky
| Nizozemsko | Nizozemsko | Nizozemsko |
| Roky       | Zápasů     | Gólů       |
| ---------- | ---------- | ---------- |
| 1988       | 1          | 0          |
| 1989       | 4          | 0          |
| 1990       | 0          | 0          |
| 1991       | 3          | 0          |
| Celkem     | 8          | 0          |